# Frank Mercelis
Frank Mercelis (3 mei 1975) is een Vlaamse muzikant, zanger en acteur. Hij woont in Antwerpen.
Mercelis groeide op in Retie en volgde zijn middelbareschoolopleiding aan het Sint-Pietersinstituut in Turnhout. Hij volgde een muziek- en toneelopleiding aan de Studio Herman Teirlinck (Kleinkunst) te Antwerpen, waar hij in 2001 afstudeerde.
Frank Mercelis was stichtend lid en zanger van Eddy en De Schellekens. Tijdens hun theatertournees werkte de band regelmatig samen met Guido Belcanto. Daarnaast trad Eddy en Schellekens ook op met La Esterella, Harry Slinger van Drukwerk, Corry Konings, Paul Severs, Peter Koelewijn en Bobby Prins.
Daarnaast richtte Mercelis ook de band Eddy et les Vedettes op. Met dit chansoncollectief bracht hij in wisselende bezettingen twee albums uit (Les Meilleurs Succès en Chansons Fatales) en waren er vier theatertournees (Les Meilleurs Succès, Route Nationale 7, Chanson. Une Belle Histoire en Chansons Fatales. Tijdens Chanson. Une Belle Histoire werkte de band samen met schrijver Bart Van Loo. Naar aanleiding van Les Soirées Françaises in De Roma in Borgerhout begeleidde Eddy et les Vedettes onder meer Helmut Lotti, Sandra Kim, Della Bosiers, Will Ferdy, Patrick Riguelle, Pascal Deweze en Kurt Van Eeghem.
Onder zijn eigen naam bracht Frank Mercelis Laat het gebeuren uit. Dit album bevat elf eigen composities waarvan de singles Nog 1 keer, Laat ons deze nacht en Dronken van geluk de bekendsten zijn. 
In 2021 ging de muziektheatervoorstelling Talk To Me In French in première. Hierin werd hij begeleid door pianist Antoon Offeciers en gecoacht door acteur Dimitri Leue.  
Als acteur was Frank Mercelis verbonden aan muziektheatergezelschappen Stabada, Padarijs en De Barre Weldaad. Daarnaast speelde hij mee in theaterproducties van o.a. Het Toneelhuis, Hetpaleis & KVS. Als televisieacteur was Mercelis te zien in o.O. W817, Zone Stad, Witse, Kinderen van Dewindt, Vermist, Dubbelleven, Cordon, The Team, Coppers, It's Showtime en Black-out. Als filmacteur speelde hij mee in Windkracht 10: Koksijde Rescue, Het tweede gelaat en Red Sandra. 
Als stemacteur was Mercelis te horen in o.a. Plein Publiek van Hetpaleis, Koning Odysseus van Het Geluidshuis en de muziekvoorstelling Mars om de macht van I SOLISTI Belgian wind ensemble Antwerp & Jan Decleir. Daarnaast werkte hij mee aan de Nederlandstalige versies van o.a. Kung Fu Panda, Finding Dory en Pinocchio. 
Occasioneel geeft Mercelis ook workshops en les, onder andere aan De Kunsthumaniora in Antwerpen (optie Woord/Drama en Muziek) en RITCS in Brussel.